# Autonomous sensory meridian response
Autonomous sensory meridian response, ASMR, är en sorts kittlande reaktion på visuell, audiell, taktil, luktmässig eller kognitiv stimulans. Känslan kan finnas i huvudet, hårbotten, ryggen eller andra delar av kroppen. Begreppets natur och klassificering är omstridd, med omfattande personliga redogörelser men liten eller ingen vetenskaplig förklaring eller evidens.

## Begreppets ursprung
Diskussionsforum på internet, till exempel Society of Sensationalists (Yahoo!, 2008) och bloggen Unnamed Feeling från 2010 av Andrew MacMuiris syftade till att skapa ett forum för att sprida mer kunskap om fenomenet genom att dela med sig av idéer och personlig erfarenhet. Fenomenet gick under flera olika namn, till exempel upplevelseinducerad mental orgasm (attention induced head orgasm), upplevelseinducerad eufori (attention induced euphoria) och upplevelseinducerad, observerande eufori (attention induced observant euphoria).
Bland andra försök att beskriva fenomenet märks "hjärnmassage", "hjärnskälva", "ryggradsskälva" och "hjärnorgasm".
Den nuvarande termen, autonomous sensory meridian response, myntades av Jennifer Allen år 2010. Autonomous avser "förmågan att avsiktligen underlätta eller skapa fenomenet", meridian syftar på den euforiska känsla som infinner sig.
| ” | "K… R…" sade barnflickan och Septimus hörde henne säga "Kåå Err" i hans öra, djupt, mjukt, som en mild orgel, men med en strävhet i sin stämma, som en gräshoppas, som ljuvligt strök längs hans rygg och alstrade ljudvågor i hans hjärna där de ruskade om honom och sedan försvann. Det var verkligen en underbar upptäckt - att den mänskliga rösten under vissa atmosfäriska förhållanden (för man måste vara vetenskaplig, framför allt vetenskaplig) kunde väcka träd till liv! | „ |
| – Woolf, Virginia (2007) [1925]. ”Mrs Dalloway”. The Selected Works of Virginia Woolf. Hogarth Press. sid. 141. ISBN 978-1-84022-558-7. https://books.google.com/books?id=SsaVkD_4DpkC&pg=PA141&lpg=PA141 | |   |

University of Oxfords Practical Ethics konstaterar att icke verifierade påståenden om ASMR-effekten funnits många år innan fenomenet uppmärksammades på internet och citerar en artikel i Süddeutsche Zeitung av den österrikiske författaren Clemens Setz, vilken konstaterar att ett stycke ur Virginia Woolfs Mrs Dalloway (1925) uppvisar likheter med ASMR.

## Stimuli
Personer som upplever ASMR uppger att olika stimuli påverkar dem. Ett stimulus som ofta nämns är viskningar. Som tydligt framgår av Youtube finns det ett mycket stort antal bild- och ljudinspelningar där skaparen viskar eller lågmält talar i en mikrofon och vanligen även en kamera.
En del upplever ASMR genom bakgrundsljud som skrapljud, prassel, knackningar, blåsljud, skrivljud och bläddring i papper. Många videofilmer på Youtube fokuserar just på de här ljuden och många använder sig av stereoinspelning för att simulera en tredimensionell upplevelse. Tredimensionella ljud kan i vissa fall skapa en påtaglig känsla av att vara nära personen som skapar ljuden, medan vissa bakgrundsljud helt enkelt upplevs som trivsamma.
Många videofilmer, såväl som ljudinspelningar,  med rollspelssituationer syftar också till att stimulera ASMR. Bland dessa finns företeelser som på ett nästintill hypnosliknande sätt efterliknar upplevelser så som frisörbesök, massage, läkarbesök och öronrengöring. När dessa situationer skapas har tittare och lyssnare vittnat om en ASMR-effekt som hjälper mot sömnlöshet, oro eller panikattacker.

## ASMR i media
Vid en konferens i Storbritannien (Boring 2012) fanns ASMR-filmer med som ett av diskussionsämnena. Rapporter i media från konferensen, bland annat i Slate, berättade om musikern och journalisten Rhodri Marsden som presenterade ASMR (då omnämnt som Auto-Sensory Meridian Response) som en variant på ickesexuellt rollspel på Youtube. Artiklar i The Huffington Post redogör för olika stimuli inom ASMR. Artiklarna nämner bland annat kittlande eller surrande ljud i huvudet och anger att stimuli som till exempel filmer på Youtube eller att höra andra viska kan skapa dessa upplevelser. Andra stimuli kan utgöras av målorienterade uppdrag, mjukt tal, rollspel och musik. ASMR omnämndes i en artikel i Kotaku där det hävdades att fenomenet liknar binaurala rytmer där vissa stimuli, till exempel viskningar, ger effekter som upplevs som kittlande och euforiska.
En artikel i den brittiska musiktidningen New Musical Express gjorde skillnad på ASMR och rysningar och konstaterade att, även om båda verkar orsaka gåshud hos betraktaren, är de emotionella och fysiologiska reaktionerna olika. Professorn i musik vid Ohio State University School of Music, David Huron, hävdade att ASMR och rysningar är olika saker och beskrev ASMR som "uppenbart nära besläktat med en uppfattning av trygghet och altruistisk uppmärksamhet" och såg en stor likhet med fysisk putsning hos primater. Primater njuter starkt av att bli putsade och Huron hävdar att putsningen inte bara sker av hygieniska orsaker, utan för att skapa en nära relation.
ASMR har skildrats ett stort antal gånger i ljud- och bildmedia. Ämnet har också behandlats i såväl tryckta som webbaserade publikationer. En direktsändning i radio innehöll en intervju med en man som uppgav att han upplevde ASMR och redogjorde även för en beskrivning av fenomenet och vad som gjorde att han upplevde det han gjorde. Ett poddradioprogram i The McGill Daily nämner den rikhaltiga förekomsten av ASMR-klipp på Youtube och i poddradioprogrammet medverkar ett antal personer som beskriver sina upplevelser av känslan. I båda inslagen anger de medverkande som upplevt fenomenet att det är lugnande och avslappnande och inte associeras med sexuell upphetsning.
Radiostationen WBEZ i Chicago sände i programmet This American Life ett reportage om den amerikanska författaren Andrea Seigel och hennes upplevelser med ASMR.
Radiostationen KCRW i Los Angeles och McSweeney's poddradiosamarbete, "The Organist", redogjorde i ett avsnitt för ASMR och skildrade även några utövare.
TV-stationen News10/KXTV i Sacramento rapporterade i ett inslag om framväxten av ASMR-klipp på internet och om dess syfte att stimulera till ASMR och att få tittare att slappna av eller falla i sömn. Skapare av ASMR-inslag, så kallade ASMR-artister, intervjuades och fick berätta om ASMR-kollektivet, ASMR-klipp och om den tänkta publiken för innehållet. Man redogjorde också för förhållandet att ASMR är tänkt att syfta till avslappning och inte till sexuell upphetsning. Journalisten Cristina Mendonsa gjorde ett reportage om ASMR-kollektivet genom att visa exempel på klipp och genom intervjuer med ASMR-artister och innehöll även expertutlåtanden från medicinsk expertis. Mendonsa gjorde även en egen ASMR-video genom att viskande ta tittaren på en guidad tur i News10:s studio och redaktion.
Det amerikanska nyhetsprogrammet ABC World News sände ett reportage om ASMR och dess möjligheter att avhjälpa sömnbrist, samt en intervju med ASMR-artisten Ilse Blansert.
År 2014 redogjorde The Washington Post för ASMR-trenden på Youtube: "Om du upplever den avsedda effekten kan djupkänslan bli anslående. Om du inte gör det är det som att titta på en dålig kopia av ett verk av Jackson Pollock".
År 2015 publicerade Nick Messitte en artikel i två delar på Forbes.com om de ekonomiska möjligheterna inom ASMR.

## Vetenskapligt bemötande
Den amerikanske neurologen Steven Novella, assisterande professor i neurologi vid Yale University School of Medicine och aktiv inom vetenskaplig skepticism, skrev i sin blogg i mars 2012 om avsaknaden av vetenskapliga rön kring ASMR. Han ansåg i inlägget att funktionell magnetresonanstomografi och transkraniell magnetstimulering borde användas för att studera hjärnan hos människor som upplever ASMR och att resultaten skulle jämföras med motsvarande undersökningar av människor utan denna upplevelse. Han föreslog även möjligheten att ASMR skulle kunna vara en slags positivt anfall eller ett alternativt sätt att aktivera belöningssystemet.

Tom Stafford, föreläsare i psykologi och kognitiv forskning vid University of Sheffield, sade:
Det skulle kunna vara sant, men det är i sig omöjligt att undersöka. Inre upplevelser är föremål för omfattande psykologiska undersökningar, men när man har något sådant här, som man inte kan se eller känna, och när det inte uppträder hos alla, hamnar det i en blind zon. Det är som synestesi – i åratal var det bara en myt, men på 1990-talet kom man på en pålitlig metod för att mäta det.
Enligt en intervju med neurologen Edward J. O'Connor i Santa Monica Colleges tidning The Corsair, förhindras möjligheten att korrekt kunna undersöka ASMR-fenomenet att det inte verkar finnas ett enstaka stimulus som ger alla upplevelsen av ASMR.
Sömnspecialisten Amer Khan vid Sutter Neuroscience Institute ansåg att ASMR som insomningshjälp inte säkert är den bästa metoden för att uppnå god sömn och att det istället kan medföra en ovana som kan likställas med att använda en vitt brus-generator eller att låta ett barn använda napp för att somna.
Psykiatrikern Michael Yasinski stöder tanken på ASMR och anser att det kan liknas vid meditation, eftersom den som upplever det genom fokus och avslappning kan stänga av de delar av hjärnan som hanterar stress och oro.
Det saknas vetenskapliga bevis för att ASMR har några generella för- eller nackdelar. De påstådda positiva effekterna bygger på personliga upplevelser, inte på kliniska försök vars data kan visa på generella effekter.

### Översättning
Den här artikeln är helt eller delvis baserad på material från engelskspråkiga Wikipedia.